# Adlib (lettertype)
AdLib is een vet grotesk lettertype met onregelmatige stokdiktes. Het is een schreefloos lettertype, in 1961 ontworpen door Freeman Craw van Bitstream voor American Type Founders. De binnenkanten van de geronde letters C, D, O, P, Q, R, S en U zijn vierkant. De letters komen over alsof ze zijn gestempeld. Er zijn alternatieven voor sommige tekens, en de alternatieven bij de kleine letters zijn iets in omvang toegenomen.
Het lettertype leent zich goed voor advertentiedrukwerk en kopletters.